# Wendlandia ligustroides
Wendlandia ligustroides är en måreväxtart som först beskrevs av Pierre Edmond Boissier och Rudolph Friedrich Hohenacker, och fick sitt nu gällande namn av Ralph Anthony Blakelock. Wendlandia ligustroides ingår i släktet Wendlandia och familjen måreväxter. Inga underarter finns listade i Catalogue of Life.